# منتخب لوكسمبورغ لكأس فيد
منتخب لوكسمبورغ لكأس فيد  هو ممثل لوكسمبورغ الرسمي  في كرة المضرب في كأس فيد.